# Ankole
Ankole, voor de kolonisatie Nkore genoemd, is een van de vier traditionele koninkrijken in Oeganda. Het ligt in het zuidwesten van Oeganda en ten oosten van het Albertmeer. 
Het wordt geregeerd door een monarch bekend als de Mugabe of Omugabe van Ankole. De mensen van Ankole worden Banyankole (enkelvoud: Munyankole), genoemd, en de taal is Runyankole, een Bantoetaal.
Op 30 juni 1896 werd het koninkrijk een Brits protectoraat en in 1901 werd het samen met omliggende protectoraten samengevoegd tot Oeganda. Na het instellen van de republiek in 1962 bleven Ankole en de andere drie vorstendommen aanvankelijk bestaan. In 1967 werden de vorstendommen tijdelijk afgeschaft tot ze in 1993 opnieuw werden opgericht. Sindsdien is er sprake van vier koninkrijken: Boeganda, Bunyoro-Kitara, Busoga en Toro. Elk van dezen heeft een eigen beperkt politiek systeem, een eigen vorst en een eigen vlag. Het enige koninkrijk dat niet werd heropgericht was Ankole, de kroningsceremonie van koning Ntare VI (John Patrick Barigye) werd door president Museveni tegengehouden.
Koninkrijken: Ankole · Boeganda · Bunyoro-Kitara · Busoga · Toro